# 大卫·库珀
大卫·艾伯特·库珀博士，AO（1949年4月19日—2018年3月13日）澳大利亚HIV/AIDS研究者、免疫学家、新南威尔士大学（UNSW）教授、柯比研究所所长。澳大利亚的首个HIV确诊病例是由库珀所确诊出来的。

## 生涯
库珀于1969年毕业于悉尼大学（理学士），1972年毕业于悉尼医学院（MBBS）。他在圣文森特医院完成住院实习后，获得UNSW颁发的免疫学研究生奖学金。库珀随后在1975年到美国亚利桑那大学医学中心担任研究员，并于1979年获升任圣文森特医院免疫学专科人员。
1981年，身为癌症免疫学研究员的库珀前往美国波士顿，当时美国开始爆发HIV/AIDS，他了解了美国年轻男同志HIV/AIDS患者的有关症状后回国，发现近期到美国的年轻澳大利亚男子亦出现同个症状。1985年，库珀在《柳叶刀》期刊发表了一名患有HIV血清转化症的病例报告，确诊澳大利亚首个HIV病例的功劳从此归于他。库珀于1983年荣获UNSW医学士学位，1986年获任命为该大学的高级讲师，同年也成为新成立的全国HIV流行病学与临床研究所所长（现为柯比研究所）。
1991年，他获任世界卫生组织AIDS临床研究与药物开发全球计划委员会主席，1994年被委任为全职教授，并获颁UNSW自然科学博士学位。库珀与另外两名HIV/AIDS研究者（荷兰籍约普·兰格、泰国籍Praphan Phanuphak）在泰国曼谷创立HIVNAT（HIV荷兰-澳大利亚-泰国研究协作）研究所。三人也发起一个计划，增加获得抗逆转录病毒药物的途径，让柬埔寨的HIV患者得以获得治疗。
柯比研究所自1986年成立至今，一直由库珀担任其所长。库珀亦担任过国际艾滋病学会主席。

## 荣誉
2003年，库珀荣获澳大利亚官佐勋章（AO），标示着他对医学以及HIV/AIDS研究的贡献。他在2007年获选为澳大利亚科学院院士，2015年为澳大利亚卫生与医学科学院院士。